# Gleb (Vorname)
Gleb  (Глеб), belarussisch Hleb, ukrainisch Hlib (Гліб) ist ein russischer, belarussischer und ukrainischer männlicher Vorname. Der altrussische Name stammt von dem alten skandinavischen Namen Guðleifr ("Gottes Erbe") ab. Trotz seines nordischen Ursprungs hat der Name sich im ostslawischen Raum verbreitet. Grund hierfür sind die ersten kanonisierten russischen Heiligen Boris und Gleb. Der Gedenktag des Heiligen ist in der katholischen, der russisch-orthodoxen und der armenischen Kirche der 24. Juli.
Der Name entspricht dem deutschen Gottlieb. Die ukrainische Version ist Hlib, die belorussische Hleb.

## Namensträger
- Gleb Pawlowitsch Akilow (1921–1986), russischer Mathematiker
- Gleb Axelrod (1923–2003), sowjetischer klassischer Pianist und Musikpädagoge
- Gleb Sergejewitsch Bakschi (* 1995), ukrainischer und russischer Boxer
- Gleb Iwanowitsch Boki (1879–1937), russischer Revolutionär und NKWD-Kommissar
- Gleb Weniaminowitsch Filschtinski (* 1970), russischer Lichtdesigner
- Gleb Sergejewitsch Galperin (* 1985), russischer Wasserspringer
- Gleb Gamasin (1957–2014), russischer bildender Künstler, Grafiker und Designer
- Gleb Pawlowitsch Jakunin (1934–2014), russisch-orthodoxer Priester
- Gleb Karpenko (* 2001), estnischer Radrennfahrer
- Gleb Wladislawowitsch Kalarasch (* 1990), russischer Handballspieler
- Gleb Wiktorowitsch Klimenko (* 1983), russischer Eishockeyspieler
- Gleb Jewgenjewitsch Kotelnikow (1872–1944), russischer Erfinder
- Gleb Maximilianowitsch Krschischanowski (1872–1959), russischer Revolutionär und sowjetischer Politiker
- Gleb Jewgenjewitsch Losino-Losinski (1909–2001), sowjetischer Ingenieur
- Gleb Wladimirowitsch Nossowski (* 1958), russischer Mathematiker
- Gleb Anatoljewitsch Panfilow (1934–2023), russischer Filmregisseur
- Gleb Olegowitsch Pawlowski (1951–2023), russischer Politikwissenschaftler
- Gleb Olegowitsch Pissarewski (* 1976), russischer Gewichtheber
- Gleb Wladimirowitsch Poljakow (1931–2021), sowjetischer Geologe
- Gleb Rahr (1922–2006), deutsch-russischer Kirchenhistoriker
- Gleb Sergejewitsch Retiwych (* 1991), russischer Skilangläufer
- Gleb Nikolajewitsch Sachodjakin (1912–1982), sowjetischer Schachkomponist
- Gleb Safonow (* 2001), kasachischer Skispringer
- Gleb Sakharov (* 1988), französischer Tennisspieler
- Gleb Alexandrowitsch Strischenow (1923–1985), russischer Schauspieler
- Gleb Iwanowitsch Uspenski (1843–1902), russischer Schriftsteller
- Gleb Wataghin (1899–1986), ukrainisch-italienischer experimenteller Teilchenphysiker